# Dayton Outpatient Center Stadium
O Dayton Outpatient Center Stadium (DOC Stadium) é um estádio de grama artificial com 3.500 lugares localizado em West Carrollton, Ohio, no campus da West Carrollton High School .

## História
O Dayton Dutch Lions fez parceria com a escola de ensino médio e com o Dr. Suresh Gupta do Dayton Outpatient Center para instalar uma superfície de grama no West Carrollton High School Stadium como parte de um acordo de 30 anos.   O estádio original foi renomeado para Dayton Outpatient Center Stadium em reconhecimento ao significativo investimento feito pelo Dayton Outpatient Center.
As renovações começaram em 10 de março de 2014,  e foram concluídas com uma cerimônia de corte de fita em 9 de maio de 2014.  O Grupo Motz, uma empresa com sede em Cincinnati especializada na construção de campos de jogos, substituiu o campo de grama existente por grama artificial a um custo de $ 450.000 a $ 475.000.  Os custos combinados para a reforma do estádio e instalação de luzes nos campos de prática são estimados em US $ 529.000. 
O DOC Stadium foi inaugurado oficialmente em 10 de maio de 2014, com um jogo de futebol da United Soccer League que viu o Dayton Dutch Lions empatar com o LA Galaxy II por 1–1 com um público de 1.527. 